# Krzysztof Zyzik
Krzysztof Zyzik – polski publicysta, dziennikarz. Kierownik projektu regiopedia. W „Nowej Trybunie Opolskiej” pracował od 1993 roku. W 2006 roku został zastępcą redaktora naczelnego dziennika, a w latach 2007–2021 redaktor naczelny „Nowej Trybuny Opolskiej”. W czasie pełnienia funkcji redaktora naczelnego przeprowadził proces transformacji redakcji gazetowej w multimedialne wydawnictwo.